# On Fire (Galaxie 500)
On Fire è il secondo album del gruppo statunitense dream pop/shoegaze dei Galaxie 500 pubblicato nel 1989 per la Rough Trade.
L'album viene valutato ottimamente dalla critica musicale. Pitchfork lo ha inserito al 16º posto tra i migliori album degli anni ottanta.

## Tracce
Tutti i brani sono stati scritti dal gruppo tranne dove indicato
1. Blue Thunder - 3:45
2. Tell Me - 3:50
3. Snowstorm - 5:10
4. Strange - 3:16
5. When Will You Come Home - 5:21
6. Decomposing Trees - 4:05
7. Another Day - 3:41
8. Leave the Planet - 2:40
9. Plastic Bird - 3:15
10. Isn't It a Pity (George Harrison) - 5:10

### Riedizione per Rykodisc
1. Victory Garden (bonus)(Red Krayola) - 2:48
2. Ceremony (bonus)(Joy Division) - 5:55
3. Cold Night (bonus) - 2:36